# Kader Camara
Abdoul Kader Salif Camara (Conakry, 18 marzo 1982) è un ex calciatore guineano, di ruolo centrocampista.

## Caratteristiche tecniche
Era un mediano, ma poteva essere impiegato anche come a destra nel centrocampo.

## Carriera

### Club
Ha cominciato a giocare nel Vitesse. Nel 2000 è passato al KRC Harelbeke. Nel 2001 è stato acquistato dal KRC Zuid-West Vlaanderen. Nel 2002 si è trasferito al Cercle Bruges. Nel 2006 ha firmato un contratto con il Dessel Sport. Nel 2007 è passato al Qəbələ. Nell'estate 2009 è passato in prestito all'Olimpik Baku. Nel gennaio 2010 è tornato al Qəbələ. Nell'estate 2012 è stato acquistato dal Visé. Nel 2013 è passato al Namur. Nel 2014 si è trasferito al Turkania. Nel 2015 ha firmato un contratto con l'Etzella Ettelbruck, con cui ha concluso la propria carriera nel 2016.

### Nazionale
Ha debuttato in Nazionale il 16 novembre 2003, in Mozambico-Guinea (3-4), in cui è subentrato a Schumann Bah al minuto 60. Ha partecipato, con la Nazionale, alla Coppa d'Africa 2004. Ha collezionato in totale, con la maglia della Nazionale, 2 presenze.